# Liparis indirae
Liparis indirae là một loài thực vật có hoa trong họ Lan. Loài này được Manilal & C.S.Kumar mô tả khoa học đầu tiên năm 1984.